# Tireotropni hormon
Tireotropni hormon (također znan kao tireotropin, TSH, od engl. thyroid-stimulating hormone: stimulacijski hormon štitnjače, ili hTSH od humani TSH), hormon koji stimulira štitastu žlijezdu na proizvodnju tiroksina (T4) i zatim trijodtironina (T3) koji stimulira metabolizam gotovo svakog tkiva u tijelu. To je glikoproteinski hormon koji sintetiziraju i luče tireotropne stanice u prednjoj hipofizi koja regulira endokrinu funkciju štitaste žlijezde.
Izlučuje ga adenohipofiza, tj. prednji režanj hipofize.
S obzirom na to da su povezani mehanizmom povratne sprege, primarni poremećaji hormonskog lučenja štitne žlijezde najprije se očituju promjenom razine tireotropnog hormona.
Mjerenje TSH-a prvi je korak u dijagnostici poremećaja funkcije štitne žlijezde.